# 生田みなみ
生田 みなみ（いくた みなみ、2000年3月27日 - ）は、日本の元AV女優。元グラビアアイドル。

## 略歴
2018年よりグラビアアイドルとして活動。
2019年9月、配信専門アダルトビデオメーカー・FALENOの専属女優としてAVデビュー。プライムエージェンシー所属。

## 人物
東京都出身。
趣味は猫と遊ぶ、特技はピアノ。
元々コスプレ撮影会をしていて、その流れでグラビアもやってみようと思い活動を始めた。
グラビア撮影が過激になっていくにつれてそれが気持ち良くなり、その延長線上にAVがあったと話している。また、AVデビュー前の2019年5月に「さすがにAVは出ない」とツイートしたことについて、その時点ではAVに出るつもり全くなく伏線を張ったわけではないとしている。

## 作品

### イメージDVD
2019年
- 清純クロニクル（3月29日、スパイスビジュアル）
- シースルーラブ（5月31日、スパイスビジュアル）
- ヌード未満（7月26日、スパイスビジュアル）
- Minami ノリノリエロスター（12月19日、REbecca）

### アダルトビデオ
| 配信日                | 発売日     | タイトル                                                     | 備考 |
| --------------------- | ---------- | ------------------------------------------------------------ | ---- |
| 2019/9/6              | 2019/10/24 | 新人 FALENO star専属 清純グラビアアイドル AV DEBUT           |      |
| 2019/10/8・2019/11/21 | 2019/11/21 | 着たまま挿入!コスプレ8(エイト)                               |      |
| 2019/11/5・19         | 2019/12/26 | 激盛りスペルマショット                                       |      |
| 2019/12/3・17         | 2020/1/9   | 友だちの妹はムッツリな言いなり美少女                         |      |
| 2020/1/5・21          | 2020/2/6   | 連続射精させてくれるおもてなし風俗キャッスル                 |      |
| 2020/2/4・18          | 2020/3/12  | 生田みなみファン感謝祭 グラドルの全力おもてなしSEXバスツアー |      |
| 2020/3/3・17          | 2020/4/9   | 密着してずーっと離してくれないスキスキ甘えん坊 生田みなみ    |      |
| 2020/4/16・21         | 2020/5/21  | 学校一の小悪魔ガール!誘惑セックス優等生 生田みなみ           |      |

### デジタル写真集
2020年
- 生田みなみ Lesson1 見せたくなっちゃう私（3月10日、月刊デジタルファクトリー）
- 生田みなみ Lesson2 恐竜の前では無防備な私（3月10日、月刊デジタルファクトリー）
- 生田みなみ Lesson3 ベッドではあたり前の私（3月10日、月刊デジタルファクトリー）
- 生田みなみ Lesson4 遊んでいてもこうなっちゃう私（3月10日、月刊デジタルファクトリー）
- 生田みなみ Lesson5 海風に肌をさらして気持ちよくなる私（3月10日、月刊デジタルファクトリー）
- 生田みなみ Lesson6 夜の街、夜の漁港、夜の私（3月10日、月刊デジタルファクトリー）
- 生田みなみ Lesson7 夜も更けてベッドの上の私（3月10日、月刊デジタルファクトリー）
- 生田みなみ Lesson8 気持ち良い朝は裸になりたい私（3月10日、月刊デジタルファクトリー）

## 出演

### ネット番組
- 給与明細 #62（2019年8月19日、AbemaTV）